# Деветнаеста словеначка ударна бригада
Деветнаеста словеначка ударна бригада "Сречко Косовел" (названа и Крашка бригада) формирана је на Коменском красу наредбом Оперативног штаба за западну Словенију од 23. септембра 1943. године. Имала је три батаљона са око 1100 бораца. 

## Борбени пут бригаде

### 1943.
У време формирања бригаде почела је немачка Октобарска офанзива, па је бригада већ  25/26. септембра у рејону села Велики Дол, Шкрбина, Плисковица, Комен водила оштре борбе против снага ојачаног немачког 1. СС тенковског грендариског пука. Када је 6. октобра ушла у састав Тршћанске дивизије, имала је око 700 бораца. Продором у Плисковицу, 19. октобра, изненадила је и разоружала италијански карабињерски батаљон (око 300 војника) и запленила 13 камиона, аутобус, путнички аутомобил, 3 мотоцикла,18. митраљеза, око 300 пушака, 25 аутомата, 70 пиштоља и други војни материјал. На подручју Коменског краса бригад аје 25/26. октобра  опкољена на сектору Комен, Шкрбина, Липа, Трстељ, од око 2000 немачких војника. Након оштрих борби бригада се ноћу 26/27. октобра пребацила у рејон западно од Мирена.
Крајем октобра бригада је ушла у састав Горишке (касније Тридесете дивизије); 5. новембра је од људства расформиране бригаде "Симон Грегорчич" образован још један батаљон бригаде. У то време се италијанска партизанска Тржашка бригада због претрпљених губитака смањила на батаљон, који је био подчињен 19. бригади. Тако је бригада, заједно са Тршћанским батаљоном, поновно нарасла на око 1100 људи. Њено оперативно подручје обухватало је Бркине и Пивку (1. батаљон), Трновску и Бањшку планоту (2. батаљон), Випавску долину (4. батаљон) и Крас (3. батаљон); источно и североисточно од Монфалконеа дејствовао је италијански партизански батаљон. Од новомобилисаног људства је у првој половини децембра формиран и 5. батаљон, када је бригада, без италијанског батаљона, имала преко 1500 људи. По наређењу Штаба Деветог корпуса од 22. децембра,  од 4. батаљона формиран је 25. децембра Јужноприморски партизански одред. Сем тога, једна чета је из 3. батаљона додељена јединицама Службе обавештавања и безбедности, једна чета за заштиту Штаба Деветог корпуса, једна чета горењским партизанским јединицама, а 5. батаљон ушао је у састав Седамнаесте бригаде "Симон Грегорчич", те је 19. бригада остала с три батаљона.

### 1944.
Са јединицама 31. дивизије учествовала је 14. и 15. јануара 1944. у нападу на белогардијско упориште Хотавље, а 17. јануара у борбама против немачких снага код села Предмеје, када је погинуло и рањено око 150 немачких војника. Крајем јануара пребацила се преко Соче у Бенешку Словенију; у првој половини фебруара водила је борбе против Немаца код села Лига и Камбрешког, дуж друма Кобарид−Толмин и код села Средњег, а ноћу 19/20. фебруара поновно се пребацила на леву обалу Соче, на Бањшку планоту. У веома тешким борбама у походу на Бенешку Словенију бригада је имала око 170 бораца избачених из строја, док су непријатељеви губици оцењени на близу 500 погинулих и рањених. У марту је дејствовала на Красу, у Випавској долини, око Идрије и Хотедршице. Почетком парила у Средњем Локовцу од италијанског тршћанског батаљона формирана је 14. тршћанска бригада "Гарибалди". У ванредно оштрим борбама у рејону Врсника 11. априла,. претрпела је губитке од око 90 погинулих и рањених. Ноћу 26/27. маја са 14. бригадом уништила је фашистичка упоришта Дорнберг и Табор, а 31. маја на друму Горица-Ајдовшчина разбила немачку моторизовану колону. За време напада 30. дивизије НОВЈ на немачко-домобранско упориште Раздрто, 5. јуна, водила је тешке борбе с Немцима западно од Постојне и онемогућила њихову интервенцију у правцу Раздртог. Пошто се затим пребацила на идријско подручје, учествовала је у рушењу друма Идрија-Грахово. У акцији на железничку пругу у Башкој грапи, крајем јуна, нарочито се истакла у борбама против немачких снага на сектору села Локовец, Чепован, Локве.
Учествовала је у уништењу јаког немачко-домобранског упоришта на Чрном Врху 1. септембра; затим се 7. септембра посебно истакла у разбијању немачке колоне код Штањела и борбама око њега 8-10. септембра. Поновно је учествовала у нападу на немачка упоришта дуж пруге у Башкој грапи 15-17. септембра, водила борбе око Хотедршице и у Полхограјским Доломитима крајем септембра и почетком октобра, на подручју Трновског гозда за време немачке офанзивне операције 8-13. октобра и у одбрани слободне територије на том подручју у другој половини октобра и почетком новембра 1944. године. Средином новембра бригада је пребачена на Селшку долину (Горењска), где је водила борбе око Железника, одакле се 23-24. новембра поновно вратила на југоисточне падине Трновског гозда. Након краћег одмора у Випавској долини, од средине децембра наизменично је дејствовала у Пољанској долини, око Горење Васи и на Трновској планоти.

### 1945.
Од 18. до 21. јануара 1945. и у фебруару водила је веома оштре борбе за заузимање немачко-фашистичког упоришта Трново и у његовој околини. Одлуком Главног штаба Словеније од 27. фебруара 1945. проглашена је ударном. У марту је дејствовала на Церкљанском и Бохињском крају, а почетком парила се преко Сентвишке Горе и Војског вратила у околину Трновог. У завршним операцијама 9. корпуса и 4. армије ЈА учествовала је у продору на Крас и у ослобођењу Репентабора 29. априла и Трста 30. априла и 1. маја.
Одликована је Орденом братства и јединства и Орденом заслуга за народ.

## Командни састав
Команданти:
- Иван Туршич-Изток од 23. 9. 1943. до 4. 3. 1944.
- Антон Милич-Марко од 5. 3. 1944. до 28. 4. 1944.
- Антон Шибеља-Стјенка од 29. 4. 1944. до 4. 7. 1944.
- Леополд Шкрабар-Вања од 5. 7. 1944. до 29. 7. 1944.
- Миладин Стојановић в.д. од 30. 7. 1944. до 4. 8. 1944.
- Албин Мајершич-Роби од 5. 8. 1944. до 20. 8. 1944.
- Миладин Стојановић в.д. од 21. 8. 1944. до 5. 9. 1944.
- Антон Бавец-Цене од 6. 9. 1944. до 23. 1. 1945.
- Андреј Ренар-Дрејчек од 24. 1. 1945. до 26. 4. 1945.
- Драго Масло од 27. 4. 1945. до 5. 5. 1945.

Политички комесари:
- Владо Брачич-Мирко од 23. 9. 1943. до 29. 1. 1944.
- Лојзе Шваган-Мика од 7. 2. 1944. до 10. 6. 1944.
- Стефан Левачич од 5. 7. 1944. до 30. 7. 1944.
- Едо Клеменчич од 4. 8. 1944. до 22. 1. 1945.
- Лојзе Доленц од 23. 1. 1945. до 9. 3. 1945.
- Јанез Словене-Попај в.д. од 10. 3. 1945. до 16. 4. 1945.
- Оскар Махнич од 17. 4. 1945. до 5. 5. 1945.

Начелници штаба:
- Дарко Деренда-Тине од 7. 11. 1943. до 21. 3. 1944.
- Јован Девић од 6. 4. 1944. до 28. 4. 1944.
- Љубо Ненезић од 29. 4. 1944. до 5. 9. 1944.
- Никола Ђукић од 6. 9. 1944. до 17. 9. 1944.
- Славко Јереб од 18. 9. 1944. до 22. 1. 1945.
- Радосав Исаковић-Раде од 23. 1. 1945. до 24. 4. 1945.
- Јосип Махнич-Војко од 29. 4. 1945. до 5. 5. 1945.